# Уржела (Вольтер)

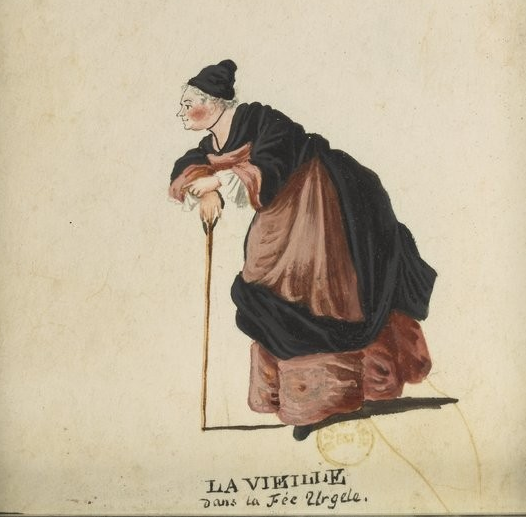
Жюстина Фавар в комической опере «Фея Уржела, или Что приятно дамам». Рисунок Жана-Луи Феша

Уржела, также Ургела (фр. Urgelle) — фея, персонаж сатирической сказки в стихах «Что нравится дамам» («Се qui plait aux dames»; написана в 1763, первая официальная публикация — 1764) французского писателя Вольтера. Сюжет основан на древнем и распространённом мотиве заколдованной невесты, в котором речь идёт об уродливой старухе, которая добивается любви красивого мужчины, после чего превращается в красавицу. Этот сюжет встречается в кельтской мифологии, в легендах о короле Артуре, а также использован Джефри Чосером в «Кентерберийских рассказах» (Пролог и рассказ батской ткачихи). Вольтер опирался на переработку чосеровской истории, осуществлённую Джоном Драйденом (сборник «Fables Ancient and Modern»; 1699). В образ феи из французских народных легенд автор привнёс оригинальные черты, придал сюжету фривольный характер, а поведению героини сексуальные мотивы. Уржела рассматривается в числе фольклорных и литературных персонажей, участвующих в инициации молодых мужчин. 

## Роль в сюжете

Луи-Рене Боке. Театральный костюм феи Уржелы

Действие «стихотворной новеллы» происходит в полумифической средневековой Франции времён доброго короля Дагобера. Бедный рыцарь Жан Робер возвращался из паломничества в Рим. Во Франции он встретил молодую крестьянку. Он занялся с ней любовью, пообещав отдать все деньги, которые у него были. Однако не смог этого сделать, так как коня и деньги украл монах. Девушка жалуется Дагоберу, а тот поручает рассмотрение дела королеве Берте. На суде она объявляет, что рыцарь достоин смерти. Спасти его может только правильный ответ на вопрос «Что больше всего нравится женщинам?». Ему предоставляется время на поиск решения. В пути ему встречается безобразная старуха, которая обещает помощь, но только при условии, что он выполнит её желание. Робер соглашается, и они вместе идут к королеве. Он воспользовался подсказкой старухи и сказал, что женщине больше всего нравится быть безраздельной хозяйкой в доме и главенствовать над мужем. 
После того как ответ был признан правильным, старуха неожиданно для всех требует, чтобы Робер выполнил её желание — женился на ней. Он неохотно соглашается и следует за ней в её лачугу. После того как он даёт понять, что смирился с судьбой, и решается на физическую близость, его жена превращается в красавицу, а дом — во дворец. В конце сказки Вольтер отождествляет жену Робера с феей из французских народных легенд:
Конечно, вам не терпится узнать,

Какая дама рыцаря сумела

Прибрать к рукам, а после обласкать?

Так то была волшебница Ургела.

В беде французских рыцарей она

Не раз спасала в оны времена.

## Характеристика
В образ феи из французских народных легенд автор привнёс некоторые оригинальные черты. Так, обычно в литературных сказках уродливая и прекрасная сущность фей были представлены двумя персонажами. Их соединение в едином образе было достаточно редким, исследователи находят в этом пародию автора на жанровые штампы. Уржела рассматривается в числе фольклорных персонажей, участвующих в инициации молодых мужчин («хозяйка леса», например, славянская Баба-яга). Александр Строев находил сходство между парой Уржела-Робер и эпизодом, описанным в автобиографии итальянского авантюриста Джакомо Казановы «История моей жизни». Он также рассматривал сюжет Вольтера с помощью  подхода Владимира Проппа, который тот использовал при раскрытии структуры волшебной сказки. Так, встреча старухи Уржелы и молодого Робера происходит в ночном лесу, таким образом героиня может быть истолкована как «хозяйка леса». Этому соответствует описании Уржелы: «Она черна лицом и страшна; добавим: как законный брак („на чёртовой мне бабушке жениться“)». На инфернальный характер ситуации указывает и типичная вольтеровская игра слов: «vie — envie (жизнь — желание), flammes — amants (адское пламя — любовники), desir — rire (вожделение и смех — атрибуты дьявола, но каббалисты запрещают неофитам смеяться…» Таким образом поступает Казанова с Латуром д'Овернем, а также Уржела с Робером («А вы не смейтесь: речь не о пустом»). У Чосера и у Вольтера старухи находятся на одном уровне мудрости, но у французского классика она не только приобщает молодого мужчину к знанию (как маркиза д`Юрфе Казанову), но и выступает как «автор» («она искусно строила рассказ») и «авантюристка» («I`affreuse aventuriere»). По дороге к дому старухи у рыцаря мелькает мысль о том, чтобы утопить «жену». Это может быть истолковано как преодоление реки, границы «чужого мира», а также напоминает о любовном слиянии в воде. В лачуге мужчина уже себе желает смерти. Старуха называет его «сын мой». Безобразная внешность и зловонный запах «новобрачной» препятствуют исполнению им супружеского долга, но после того как «рыцарь, закрыв глаза и заткнув нос, свершил деяние, равное чуду, тьма сменяется ярким освещением (но не дневным светом!), хибара превращается в хоромы, а карга — в прекрасную фею». Строев пришёл к выводу, что составные части произведения Вольтера в целом соответствуют схеме Проппа: «пособничество и нанесение ущерба (насилие и воровство — viol — vol) — предварительное испытание (трудная задача, поиск волшебного помощника) — основное испытание (брак и метаморфоза). Разница, пожалуй, в том, что хозяйка леса сама становится чудесной супругой, замещая тем самым королеву (старуха подчёркивает: „Вы сами, государыня, ужели [...] сильнее любите, чем я люблю?“)». 
Кроме «Кентерберийских рассказов» Вольтер находился под влиянием галантной волшебной повести 1730—1740-х годов, в которых обряды инициации и волшебного превращения объединялись в единый сюжетный комплекс. Чудесная метаморфоза словно «материализует страх бракосочетания, предстающий как импотенция. Тех, кто отвергает любовь старой и злой феи, превращают в собаку, чайник, канапе, софу, биде, ванну, на самое нужное место ему подвешивают шумовку или бубенчик. Только соединившись с феей, принц получает возможность жениться на принцессе». В литературе отмечалось, что если в английских версиях рыцарь хочет связать судьбу с идеальной женой, то у Вольтера её место занимает «идеальная любовница». Чосер вкладывает в понятие «что нравится женщинам» именно власть женщины над мужчиной, а Вольтер, видимо, намекает на сексуальные удовольствия.

## В культуре

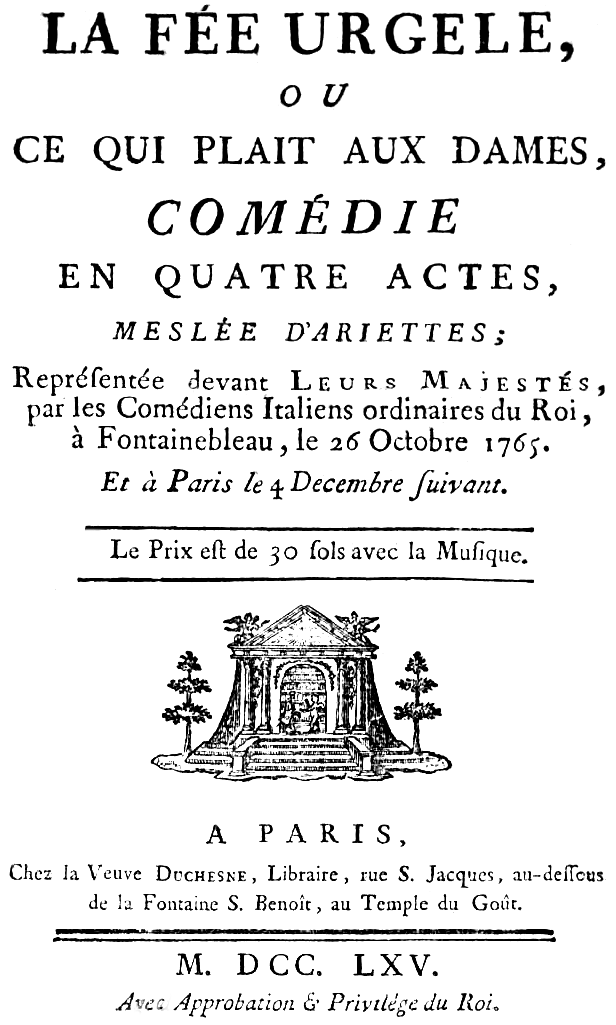
Обложка издания либретто комической оперы «Фея Ургела, или Что приятно дамам», 1765

Либреттисты Шарль-Симон Фавар и Клод Анри де Фюзе де Вуазенон вместе с композитором Эджидио Дуни создали комическую оперу «Фея Ургела, или Что приятно дамам» («La Fée Urgèle ou Ce qui plaît aux dames»; первая 26 октября 1765 год). Хороший приём поэмы и музыкальной постановки способствовали популяризации образа феи. В образе заглавной героини блистала Жюстина Фавар (жена Шарля-Симона Фавара). Эта её роль приводится как яркий пример перевоплощения, способности до неузнаваемости изменить свою внешность. В 1767 году на Севрской фарфоровой мануфактуре была создана бисквитная скульптурная композиция «Фея Уржела» (La Fée Urgèle). Обычно её дизайн приписывается Этьену-Морису Фольконе, однако высказывалось предположение, что он не имел к этому отношения. На ней воспроизведена сценка из балета. Сидящая женщина отклоняется от поцелуя мужчины, который за этот поступок осуждён на женитьбу на старухе. После того как он соглашается с этим решением, старуха признается, что она фея Уржела, и, кроме того, та самая девушка, которую он ранее поцеловал. В 1906 году либретто балета «Что нравится дамам» опубликовал Луи-Анри Буралшион.
Фея Уржела встречается в произведениях Виктора Гюго, Анатоля Франса («История герцогини де Сиконь и господина Буленгрена»). Шарль Нодье, воспользовался повестью Вольтера при создании фантастической повести «Фея хлебных крошек». Вера Мильчина писала, что повесть Нодье разнопланова «и для каждого её аспекта нетрудно обнаружить фольклорные или литературные прототипы или источники, но все они смешаны в „Фее Хлебных Крошек“ самым причудливым образом». Она указывала на различные источники французского романтика, в частности о любви феи к мужчине. Среди прямых — Вольтер, на которого ссылается Нодье в предисловии, «называя фею Уржелу. В стихотворной сказке Вольтера „Что нравится дамам“ эта фея является рыцарю Роберу в виде безобразной старухи и заставляет его жениться на себе, и, лишь только Робер исполняет данное им слово, хижина старухи превращается в хоромы, а сама она — в „богиню или принцессу“». В романе Бальзака «Кузен Понс» (1847) отмечалась её доброта: «Но Фриц и Вильгельм были самыми заурядными людьми, и потому не все уроки, которые даёт нужда, пошли им на пользу; они старались оградить себя от слишком близкого знакомства с нуждой, не хотели отдыхать на её иссохшей груди, в её костлявых объятиях, и потому для них она не превратилась в добрую фею Уржелу, которая уступает ласкам гениальных людей». 
Сохранился незаконченный фрагмент вольного переложения начала сказки Александра Пушкина «Из Вольтера» («Короче дни, а ночи доле…»; 1825). Предполагается, что поэта прежде всего заинтересовал образ старухи, влюблённой в молодого мужчину. Этот мотив Пушкин ранее использовал в поэме «Руслан и Людмила» (отношения Наины и Финна). На эту предполагаемую отсылку обратил внимание ещё Павел Катенин в своих воспоминаниях о Пушкине: «Эпизод Фина и Наины искуснейший отрывок; он выдуман хорошо, выполнен не совсем; Наина — колдунья нарисована с подробностью слишком отвратной, почти как в виде старухи la Fée Urgèle в сказке того же Вольтера, которого наш автор в молодости слишком жаловал».